# Freddie Oversteegen

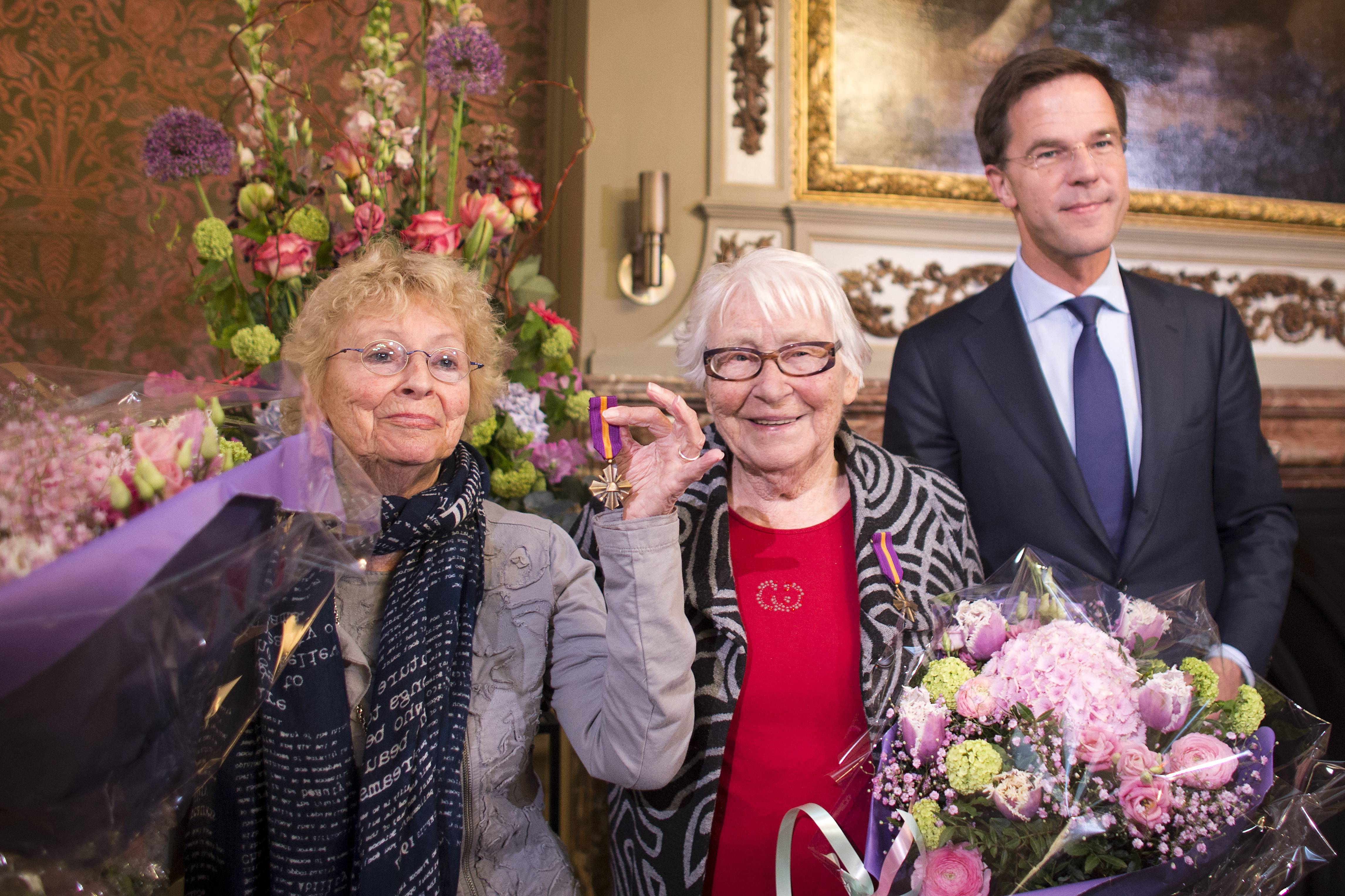
Freddie Dekker-Oversteegen (links) mit ihrer Schwester Truus Menger-Oversteegen und dem niederländischen Premier Mark Rutte (2014)

Freddie Nanda Dekker-Oversteegen (* 6. September 1925 in Schoten (heute: Gemeente/Stadtteil von Haarlem), Provinz Nordholland, Niederlande; † 5. September 2018 in Driehuis (Ortsteil von Velsen), Provinz Nordholland, Niederlande) war eine niederländische kommunistische Widerstandskämpferin. Nachdem die deutsche Wehrmacht im Mai 1940 die Niederlande überfallen und besetzt hatte, führte sie gemeinsam mit ihrer zwei Jahre älteren Schwester Truus und der berühmt gewordenen niederländischen Widerstandskämpferin Hannie Schaft militante Aktionen gegen die deutschen Besatzungskräfte durch, um ihre niederländische Heimat unter Einsatz ihres Lebens zu befreien. Freddie Oversteegen verteilte illegale Zeitungen. Sie half Juden dabei, Homosexuelle, politisch Verfolgte und vor allem Kinder zu verstecken, aus den Niederlanden herauszuschmuggeln oder ihnen die Flucht aus Konzentrationslagern zu ermöglichen. Sie wurde Mitglied der Ende April 1943 gegründeten niederländischen Widerstandsorganisation „Raad van Verzet“ (in het Koninkrijk der Nederlanden) (RVV), transportierte Waffen, spionierte deutsche Militäranlagen aus, versah Kurierdienste und führte Sabotageaktionen durch.
Gemeinsam mit ihrer Schwester Truus und mit Hannie Schaft bildete sie ein effektives Widerstandstrio, das niederländische Kollaborateure und Mitglieder des deutschen Besatzungsapparates tötete. In später Anerkennung wurde Freddie Oversteegen und ihrer Schwester Truus im Jahre 2014 von der niederländischen Regierung das „Mobilisatie-Oorlogskruis“ verliehen.

## Leben

### Frühe Jahre
Freddie Oversteegen wurde am 6. September 1925 in der kleinen Gemeinde Schoten (heute Stadtteil von Haarlem) als Tochter von Trijntje van der Molen und Jacob Wilhelm Oversteegen geboren. Freddie und ihre zwei Jahre ältere Schwester Truus lebten zunächst mit ihren Eltern auf einem Hausboot in Schoten. Als sich die Eltern 1933 trennten, zogen die Mutter, Freddie und Truus in ein kleines Appartement. Die Mutter erzog die beiden Mädchen alleine. Später heiratete Trijntje van der Molen erneut und Freddies Stiefbruder Robbie wurde geboren. Trijntje van der Molen, Arbeiterin und Kommunistin, hatte einen ausgeprägten Gerechtigkeitssinn und vermittelte den beiden Töchtern, dass es richtig und wichtig war, sich gegen Ungerechtigkeiten zur Wehr zu setzen. Obwohl die kleine Familie arm war und in sehr beengten und schwierigen Verhältnissen lebte, nahm sie gleich nach 1933 Menschen auf, die vor dem NS-Terror aus Deutschland geflohen waren, meist politisch Verfolgte – Kommunisten und Sozialisten –, aber auch Juden. Freddie Oversteegen erinnerte sich im Alter rückblickend, dass eine Frau mit einem sechzehnjährigen Sohn, deren Mann im Deutschen Reich im Konzentrationslager saß, von ihrer Mutter aufgenommen und versteckt wurde. Durch das Vorbild der Mutter begriffen Freddie und ihre Schwester Truus, dass man handeln musste, wenn es erforderlich ist, auch wenn es mit Gefahr verbunden ist. Freddie und Truus waren zunächst Mitglied im AJC (Arbeiders Jeugd Centrale), einer sozialistischen Jugendbewegung, die von der Sociaal-Democratische Arbeiderspartij (SDAP) und dem Nederlands Verbond van Vakverenigingen (NVV) (einer sozialdemokratischen Gewerkschaft) ins Leben gerufen worden war. Als man im AJC erfuhr, dass die Mutter der beiden Schwestern Kommunistin war, wies man ihnen die Tür und Freddie und Truus traten der NJC (Nederlandse Jeugd Federatie), einer kommunistischen Jugendgruppe, bei.

### Im Widerstand
Nachdem im Mai 1940 die Niederlande von den Truppen des NS-Regimes besetzt worden waren, leistete die gesamte Familie Widerstand. Die Mutter verfasste gegen das deutsche Besatzungsregime gerichtete Flugblätter, Aufrufe zum Widerstand. Die Töchter Freddie und Truus halfen ihr bei Herstellung und Verteilung. So etwa überklebten sie Plakate, mit denen Niederländer zur Arbeit in Deutschland angeworben werden sollten mit Warnungen vor diesen Beschäftigungen: „Für jeden Niederländer, der in Deutschland arbeitet, wird ein Deutscher an die Front gehen!“
1941 klebten sie anlässlich des Februarstreiks Plakate mit dem Aufruf „Staakt!!!Staakt!!!Staakt!!!“ („Streikt!!! Streikt!!! Streikt!!!“) All diese Aktionen waren subversiv und gefährlich.
Die Aktionen ließen den Anführer des Widerstandskreises von Haarlem, einer Untergruppe des größeren 1943 ins Leben gerufenen Raad van Verzet (in het Koninkrijk der Nederlanden) (RVV), Frans van der Wiel, auf sie aufmerksam werden. Van der Wiel erkannte, welche Möglichkeiten sich ergäben, sollte er Freddie und Truus für den Widerstand gewinnen können. Freddie war zu diesem Zeitpunkt 14 Jahre, Truus 16 Jahre alt. So junge Mädchen würden von den Verfolgern kaum verdächtigt werden, für den Widerstand zu arbeiten. Also sprach er mit der Mutter und ihren beiden Töchtern. Mit dem Einverständnis ihrer Mutter erklärten sich die Mädchen einverstanden, im Widerstand mitzuarbeiten und traten der Haarlemer Widerstandsgruppe beziehungsweise dem übergeordneten RVV bei.
Truus Oversteegen, die Schwester von Freddie, erinnerte sich: Only later did he [Frans van der Wiel] tell us what we’d actually have to do: Sabotage bridges and railway lines. We told him we’d like to do that. Then the commander added ‘And learn to shoot — to shoot Nazis,’ I remember my sister saying, ‘Well, that’s something I’ve never done before!’ („Erst später hat er [Frans van der Wiel] uns gesagt, was wir [nun] tun sollten: Brücken und Eisenbahngleise in die Luft jagen. Wir sagten ihm, daß wir das gerne tun würden. Dann fügte der Kommandeur hinzu: ‚Und schießen lernen – Nazis erschießen.‘ Ich erinnere mich noch daran, wie meine Schwester [Freddie] sagte: ‚Mh, sowas hab’ ich noch nie gemacht!‘“)
Es bildete sich eine siebenköpfige Widerstandsgruppe, der Freddie und Truus Oversteegen als einzige Mädchen angehörten. „Wir waren jung und für den Widerstand geeignet. Wir waren nicht verheiratet, hatten keine Kinder. Außer unserem eigenen Leben hatten wir nichts zu verlieren. Wir hatten oft Angst, hielten die Aktionen aber für notwendig.“ Bald fahndeten die deutschen Besatzungskräfte und deren Helfer intensiv nach den beiden Mädchen. Um einer Gefangennahme zu entgehen, arbeiteten Freddie und Truus Oversteegen 1943 zeitweise in einem Notkrankenhaus in Enschede, Twente, lebten im Untergrund, mit ständig wechselnden Adressen und Wohnungen. Nachdem Hannie Schaft, die 1943 zur Haarlemer Widerstandsgruppe beziehungsweise RVV gestoßen war und zunächst mit Jan Bonekamp (1914–1944) zusammengearbeitet hatte, im Auftrag des RVV mit Freddie und Truus in Enschede Kontakt aufgenommen hatte, bildeten die drei jungen Frauen eine weitgehend selbstständig operierende Widerstandszelle. Eine Pistole gehörte zu ihrer Standardausrüstung. Sie verteilten illegale Zeitungen, halfen Juden, vor allem jüdischen Kindern, Homosexuellen und politisch Verfolgten, sich vor den Nationalsozialisten zu verstecken, sie aus den Niederlanden herauszuschmuggeln oder aus Konzentrationslagern zu entkommen. Sie transportierten Waffen zu anderen Mitgliedern des Widerstands, führten Sabotageaktionen aus, sprengten mit Dynamit für die Besatzer wichtige Brücken und Eisenbahngleise, setzten militärisch wichtige Produktionsanlagen in Brand, sammelten Informationen über Militäranlagen, Bunker und Minenfelder. Und sie liquidierten deutsche Besatzer im Vorbeifahren auf Fahrrädern oder indem sie die Zielperson mittels amouröser Versprechungen aus Bars und Lokalen in nahegelegene Wälder lockten, wo diese dann von anderen Widerstandskämpfern oder von ihnen selbst erschossen wurden. Auch niederländische Nazi-Kollaborateure sowie Verräter in den eigenen Reihen waren Ziel ihrer Angriffe.
Die drei Mädchen gerieten so zunehmend in eine Spirale immer härteren Vorgehens, was emotional keineswegs spurlos an ihnen vorüberging. Doch Freddie Oversteegen bedauerte ihr Vorgehen nicht: „Ich hatte kein Mitgefühl. Du hast [ja] nicht auf ein menschliches Wesen geschossen, sondern auf deinen Feind, jemanden, der andere Menschen verraten hatte.“ Als alte Dame sagte sie in einem Interview:„Ja, ich habe selbst abgedrückt und habe sie fallen sehen. Und was geht in so einem Augenblick in uns vor? Du willst ihnen helfen wieder aufzustehen. […] Aber es mußte getan werden. Es war das nötige Übel.“ Als man Freddie Oversteegen einmal fragte, wie viele Feinde sie denn getötet hätte, antwortete sie: One should not ask a soldier any of that. („So etwas sollte man einen Soldaten nicht fragen.“)

### Nachkriegszeit
Die Nachkriegszeit war nicht leicht für Freddie Oversteegen. Der so genannte Kalte Krieg setzte ein und der McCarthyismus gewann die Oberhand. Die „rote Gefahr“ drohte und kommunistische Widerstandskämpfer fielen durch diese Entwicklung derart in Ungnade, dass die niederländische Regierung, die sich strikt antikommunistisch gebärdete, im Jahre 1951 auch die Erinnerung an Hannie Schafts Tod zu unterdrücken suchte. Angesichts dieser Hysterie reichte es aus, dass Freddie Oversteegen Mitglied in der kommunistischen Jugendorganisation NJC (Nederlandse Jeugdfederatie) gewesen war, um sie ins Abseits zu schieben und den Mantel des Vergessens über ihre Verdienste auszubreiten. Schon bald fühlte Freddie Oversteegen sich ausgestoßen im eigenen Land, für das sie immer wieder ihr Leben eingesetzt hatte. Sie reagierte, indem sie sich von der Politik völlig abwandte und privatisierte. Sie heiratete den Ingenieur Jan Dekker, kümmerte sich um ihren Haushalt und zog ihre drei Kinder auf.
Im Gegensatz zu ihrer Schwester Truus, die einen Mitstreiter aus dem Widerstand heiratete und offen über ihre Erfahrungen sprach, verschloss sich Freddie Oversteegen und hatte große Schwierigkeiten, über die damaligen Vorkommnisse zu sprechen.
Erst durch einen Film über Hannie Schaft im Jahre 1981 (Het meisje met het rode haar – Das Mädchen mit dem roten Haar – mit Renée Soutendijk in der Rolle der Hannie Schaft) wurden Freddie und Truus Oversteegen wieder ins Licht der Öffentlichkeit gehoben und ins nationale Gedächtnis zurückgerufen. Trotz alledem dauerte es bis zum Jahre 2014, bis die beiden von der niederländischen Regierung offizielle Anerkennung zuteilwurde und ihnen das Mobilisatie-Oorlogskruis (War Mobilization Cross) verliehen wurde. An act of historical justice („Ein Akt historischer Gerechtigkeit“) nannte es der damalige niederländische Ministerpräsident Mark Rutte.
Gegen Ende ihres Lebens war Freddie Oversteegen bereit, mit den beiden Dokumentarfilmern Thijs Zeeman und Manon Hoornstra über ihre Erlebnisse während des Zweiten Weltkriegs zu sprechen. So wurde der Dokumentarfilm Twee zussen in verzet (Zwei Schwestern im Widerstand) aus dem Jahre 2016 möglich. 2018 erschien der Jugendroman Het meisje met de vlechtjes: gebaseerd op het waargebeurde verhaal van Nederlands jongste verzetsmeisje. von Wilma Geldof, der auf ihren persönlichen Gesprächen mit Freddie Oversteegen beruht. Sophie Poldermans, die mit beiden Schwestern nach dem Krieg lange befreundet war, hat über sie, ihrer Schwester und Hannie Schaft ein Buch geschrieben.